# Berehove, Melitopol
Berehove (în ucraineană Берегове) este un sat în comuna Promin din raionul Melitopol, regiunea Zaporijjea, Ucraina.

## Demografie
Componența lingvistică a localității Berehove
     Rusă (68,6%)
     Ucraineană (18,18%)
     Tătară crimeeană (1,65%)
Conform recensământului din 2001, majoritatea populației localității Berehove era vorbitoare de rusă (68,6%), existând în minoritate și vorbitori de ucraineană (18,18%) și tătară crimeeană (1,65%).